# Avro 691 Lancastrian
El Avro 691 Lancastrian fue un avión de transporte de correo y de pasajeros británico utilizado entre los años 1940 y 1950 . Era un desarrollo del bombardero pesado Avro Lancaster. Lancaster hace referencia a la población Lancaster de Lancashire; en inglés un lancastrian es el gentilicio de un habitante de Lancashire, Inglaterra.

## Historia y desarrollo
El Avro 691 Lancastrian es conocido sobre todo por su uso en la Gran Bretaña de posguerra, en unos momentos en que este país se encontraba con una gran necesidad de aviones de transporte; aunque de hecho el avión nació en Canadá en 1942, al ser reformado por la Victory Aircraft de Toronto un Lancaster III de construcción británica, con la supresión de las torretas y el camuflaje, y añadiendo un morro en punta y carenado de la cola, además de tres ventanillas extra.
La Trans Canada Airlines lo evaluó para servicios de carga encontrando satisfactorias sus prestaciones y capacidad de carga.
Era tal la necesidad de transportes de alta velocidad en Gran Bretaña que el Lancaster fue devuelto allí y llevado a la Avro para que se llevara a cabo una reconversión definitiva, en la que se incluyó entre otras cosas, la instalación de depósitos de combustible para aumentar su autonomía hasta 6.437 km y la provisión de 10 plazas de pasaje. En esta nueva configuración, este avión inauguró el Canadian Government Trans Atlantic Service (operado por TCA). Este aparato estableció un nuevo récord entre Dorval (Montreal) y Prestwick en 12 horas 26 minutos.
Le fue concedido el certificado británico de aptitud a primeros de septiembre de 1943, y la TCA emprendió la reconversión de dos Lancaster de construcción canadiense en la Victoria Aircraft, seguida por otras cinco. Estos aparatos continuaron operando la ruta arriba descrita que, en septiembre de 1946 se amplió hasta Londres para el servicio regular de pasajeros. Bajo esta forma el tipo resultó ser antieconómico, y fue sustituido por el Lockheed Constellation, después de haber cruzado el Atlántico 1900 veces.
Los problemas observados en los Avro 688 Tudor solicitados por la BOAC para su servicio hacia Australia, animaron a la Avro a realizar la conversión de los últimos 20 Lancaster producidos en serie. Esta reconversión fue más detallada que la del avión canadiense, y el resultado recibió la designación Avro 691 Lancastrian.
Este modelo estaba provisto de depósitos de combustible de 2.273 l en la bodega de bombas, lo que le otorgaba una autonomía de más de 6.437 km; la primera unidad, entregada a principios de 1945, estableció un récord entre Gran Bretaña y Nueva Zelanda, de 3 días y medio. A pesar de que este avión lució inicialmente los distintivos de la RAF, era utilizado conjuntamente con Qantas en el servicio de las rutas de la Commonwealth.
Después de realizarse pruebas con un Lancastrian 1 de la BOAC en la ruta del Atlántico Sur, se recibió un pedido de seis Lancastrian 3 para la nueva compañía British South American Airways (BSSAA), que debía iniciar sus operaciones en 1946, Estos aviones tenían acomodación para 13 pasajeros.
Más tarde la Avro obtuvo un pedido de la RAF para el Lancastrian C.Mk 2. Similar en líneas generales al Lancastrian 1 civil pero provisto de nueve plazas, entró en servicio en octubre de 1945. 
Fueron entregados trece aparatos, seguidos por 20 de 10/13 plazas del tipo Lancastrian C.Mk 4, equivalente al Lancastrian 3 civil.
La línea sudamericana operada por BSSAA resultó poco afortunada; de los seis Lancastrian adquiridos cuatro se estrellaron entre agosto de 1946 y noviembre de 1947 (los otros dos fueron vendidos a la Flight Refuelling). Posteriormente laBSSAA fue absorbida por la BOAC, y 12 Lancastrian 3 solicitados con anterioridad se entregaron a otras líneas, entre ellos Alitalia, Qantas, Silver City Airways y Skyways. Durante el período del Puente Aéreo de Berlín en 1949 se hizo un buen uso de los Lancastrian donde fueron empleados como cisternas para gasolina y gasoil con una capacidad de 11.365 litros.
La mayor parte de los Lancastrian de la RAF fueron a parar a manos de operadores civiles, aunque algunos se emplearon como bancos de pruebas para motores. El primero de ellos, reconvertido por la Rolls.Royce en 1946; provisto de dos turborreactores Rolls Royce Nene de 2.268 kg de empuje en las góndolas exteriores, fue el primer modelo comercial del mundo que voló únicamente con propulsión a chorro, al parar en vuelo los motores centrales de émbolo. Utilizando solo los Nene, el Lancastrian realizó la ruta Londres-París en solo 50 minutos en noviembre de 1946. Le siguieron otro avión empleado como banco de pruebas del Nene, dos para los Rolls-Royce Avon y uno para el Armstrong Siddeley Sapphire. Dos más fueron reconvertidos para pruebas de motores de émbolo con motores centrales Rolls-Royce Griffon 57 y exteriores Rolls-Royce Merlin T.24/4.

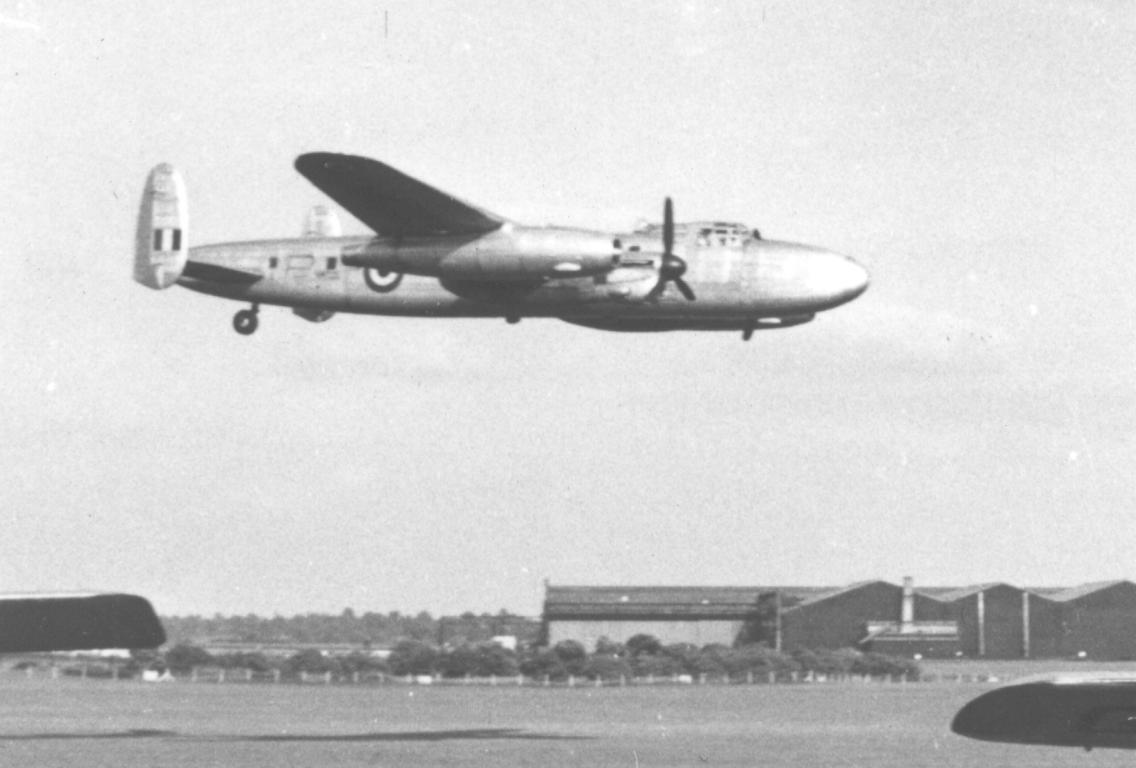
Avro 691 probando reactores Shappire

En Gran Bretaña se construyeron un total de 82 Lancastrian, además de los tres iniciales y seis más en Canadá.

## Operadores

### Operadores civiles
Argentina
- Flota Aérea Mercante Argentina

 Australia
- Qantas

 Canadá
- Trans Canada Airlines

 Italia
- Alitalia

 Reino Unido
- British European Airways
- British Overseas Airways Corporation (BOAC)
- British South American Airways
- Flight Refuelling Ltd
- Silver City
- Skyways Limited

### Operadores militares
Argentina
- Fuerza Aérea Argentina

 Reino Unido
- Royal Air Force
  - No. 24 Squadron RAF
  - No. 231 Squadron RAF
  - No. 232 Squadron RAF

## Especificaciones (Lancastrian 1/C.Mk 2)

### Características generales
- Tripulación: 5
- Capacidad: 9 pasajeros
- Carga: 3.560 kg correo
- Longitud: 23,4 m (76,8 ft)
- Envergadura: 31,1 m (102 ft)
- Altura: 5,9 m (19,5 ft)
- Superficie alar: 120,5 m² (1297 ft²)
- Peso vacío: 13 801 kg (30 417,4 lb)
- Peso cargado: 29 484 kg (64 982,7 lb)
- Planta motriz: 4× Motor V12 Rolls Royce Merlin T.24/2.
  - Potencia: 930 kW (1282 HP; 1265 CV) cada uno.

### Rendimiento
- Velocidad máxima operativa (Vno): 500 km/h (311 MPH; 270 kt) a 1.520 m s. n. m.
- Velocidad crucero (Vc): 370 km/h (230 MPH; 200 kt) a 5.335 m s. n. m.
- Alcance: 6679 km (3606 nmi; 4150 mi)
- Techo de vuelo: 9145 m (30 003 ft)
- Régimen de ascenso: 3,8 m/s (754 ft/min)

### Desarrollos relacionados
- Avro Manchester
- Avro Lancaster
- Avro Lincoln
- Avro York